# Edgar Castillo
Edgar Eduardo Castillo Carrillo (Las Cruces, 8 oktober 1986) is een Amerikaanse profvoetballer van Mexicaanse afkomst. In 2014 verruilde hij Club Tijuana voor Atlas uit de Primera División de México.

## Clubcarrière
Castillo begon zijn profcarrière bij Santos Laguna. Zijn succesvolle periode bij Santos Laguna, waarin hij in 2008 onder andere kampioen van Mexico werd, kwam tot een einde toen hij in 2009 naar Club América vertrok. Daar werd hij al snel weer verhuurd aan Tigres UANL en later ook andere Mexicaanse clubs. Zijn huurperiode bij Club Tijuana bleek een succesvolle en later tekende hij dan ook een vast contract bij Tijuana. Na nog eens vijfenzestig competitiewedstrijden bij Tijuana tekende hij op 24 mei 2014 bij Atlas. Hij maakte zijn debuut op 20 juli 2014 in een 0-0 gelijkspel tegen Tigres.

## Interlandcarrière
Castillo werd in augustus 2007 opgeroepen voor het Mexicaans voetbalelftal  voor vriendschappelijke interlands tegen Colombia, Panama en Brazilië. Hij maakte zijn debuut voor Mexico op 22 augustus 2007 in de wedstrijd tegen Colombia. Hij verscheen daarna in nog twee andere vriendschappelijke wedstrijden voor Mexico maar wist geen vaste plek te veroveren.
Aangezien Castillo Mexico, buiten vriendschappelijke wedstrijden, nog niet in officiële wedstrijden had gerepresenteerd was hij nog steeds beschikbaar voor zijn geboorteland, de Verenigde Staten. Nadat hij openlijk aangaf interesse te hebben voor het Amerikaanse nationale elftal maakte hij op 18 november 2009 zijn debuut voor de Verenigde Staten in een wedstrijd tegen Denemarken. Op 28 juli 2013 won hij met de Verenigde Staten de Gold Cup.
| Interlands van Edgar Castillo voor Mexico en de Verenigde Staten | Interlands van Edgar Castillo voor Mexico en de Verenigde Staten | Interlands van Edgar Castillo voor Mexico en de Verenigde Staten | Interlands van Edgar Castillo voor Mexico en de Verenigde Staten | Interlands van Edgar Castillo voor Mexico en de Verenigde Staten | Interlands van Edgar Castillo voor Mexico en de Verenigde Staten | Interlands van Edgar Castillo voor Mexico en de Verenigde Staten |
| №                                                                | Datum                                                            | Wedstrijd                                                        | Uitslag                                                          | Competitie                                                       | Goals                                                            |                                                                  |
| Als lid van Mexico                                               | Als lid van Mexico                                               | Als lid van Mexico                                               | Als lid van Mexico                                               | Als lid van Mexico                                               | Als lid van Mexico                                               | Als lid van Mexico                                               |
| Als speler van Club Santos Laguna                                | Als speler van Club Santos Laguna                                | Als speler van Club Santos Laguna                                | Als speler van Club Santos Laguna                                | Als speler van Club Santos Laguna                                | Als speler van Club Santos Laguna                                | Als speler van Club Santos Laguna                                |
| ---------------------------------------------------------------- | ---------------------------------------------------------------- | ---------------------------------------------------------------- | ---------------------------------------------------------------- | ---------------------------------------------------------------- | ---------------------------------------------------------------- | ---------------------------------------------------------------- |
| 1.                                                               | 22 augustus 2007                                                 | Colombia – Mexico                                                | 1 – 0                                                            | Vriendschappelijk                                                | 0                                                                |                                                                  |
| 2.                                                               | 17 oktober 2007                                                  | Mexico – Guatemala                                               | 2 – 3                                                            | Vriendschappelijk                                                | 0                                                                |                                                                  |
| 3.                                                               | 12 november 2008                                                 | Ecuador – Mexico                                                 | 1 – 2                                                            | Vriendschappelijk                                                | 0                                                                |                                                                  |
| Als lid van de Verenigde Staten                                  |                                                                  |                                                                  |                                                                  |                                                                  |                                                                  |                                                                  |
| Als speler van Club América                                      |                                                                  |                                                                  |                                                                  |                                                                  |                                                                  |                                                                  |
| 4.                                                               | 18 november 2009                                                 | Denemarken – Verenigde Staten                                    | 3 – 1                                                            | Vriendschappelijk                                                | 0                                                                |                                                                  |
| 5.                                                               | 10 augustus 2011                                                 | Verenigde Staten – Mexico                                        | 1 – 1                                                            | Vriendschappelijk                                                | 0                                                                |                                                                  |
| 6.                                                               | 2 september 2011                                                 | Verenigde Staten – Costa Rica                                    | 0 – 1                                                            | Vriendschappelijk                                                | 0                                                                |                                                                  |
| Als speler van Club Tijuana                                      |                                                                  |                                                                  |                                                                  |                                                                  |                                                                  |                                                                  |
| 7.                                                               | 26 mei 2012                                                      | Verenigde Staten – Schotland                                     | 5 – 1                                                            | Vriendschappelijk                                                | 0                                                                |                                                                  |
| 8.                                                               | 30 mei 2012                                                      | Verenigde Staten – Brazilië                                      | 1 – 4                                                            | Vriendschappelijk                                                | 0                                                                |                                                                  |
| 9.                                                               | 15 augustus 2012                                                 | Mexico – Verenigde Staten                                        | 0 – 1                                                            | Vriendschappelijk                                                | 0                                                                |                                                                  |
| 10.                                                              | 2 juni 2013                                                      | Verenigde Staten – Duitsland                                     | 4 – 3                                                            | Vriendschappelijk                                                | 0                                                                |                                                                  |
| 11.                                                              | 7 juni 2013                                                      | Jamaica – Verenigde Staten                                       | 1 – 2                                                            | Kwalificatie WK 2014                                             | 0                                                                |                                                                  |
| 12.                                                              | 18 juni 2013                                                     | Verenigde Staten – Honduras                                      | 1 – 0                                                            | Kwalificatie WK 2014                                             | 0                                                                |                                                                  |
| 13.                                                              | 13 juli 2013                                                     | Verenigde Staten – Cuba                                          | 4 – 1                                                            | CONCACAF Gold Cup                                                | 0                                                                |                                                                  |
| 14.                                                              | 14 augustus 2013                                                 | Bosnië en Herzegovina – Verenigde Staten                         | 3 – 4                                                            | Vriendschappelijk                                                | 0                                                                |                                                                  |
| 15.                                                              | 11 oktober 2013                                                  | Verenigde Staten – Jamaica                                       | 2 – 0                                                            | Kwalificatie WK 2014                                             | 0                                                                |                                                                  |
| 16.                                                              | 15 oktober 2013                                                  | Panama – Verenigde Staten                                        | 2 – 3                                                            | Kwalificatie WK 2014                                             | 0                                                                |                                                                  |
| 17.                                                              | 5 maart 2014                                                     | Oekraïne – Verenigde Staten                                      | 2 – 0                                                            | Vriendschappelijk                                                | 0                                                                |                                                                  |
| 18.                                                              | 26 maart 2016                                                    | Guatemala – Verenigde Staten                                     | 2 – 0                                                            | Kwalificatie WK 2018                                             | 0                                                                |                                                                  |
| 19.                                                              | 29 maart 2016                                                    | Verenigde Staten – Guatemala                                     | 4 – 0                                                            | Kwalificatie WK 2018                                             | 0                                                                |                                                                  |

Bijgewerkt op 22 april 2016.